# Giovanni Dupré
Giovanni Dupré (Siena, 1 de marzo de 1817-Florencia, 10 de enero de 1882) fue un escultor italiano.

## Biografía

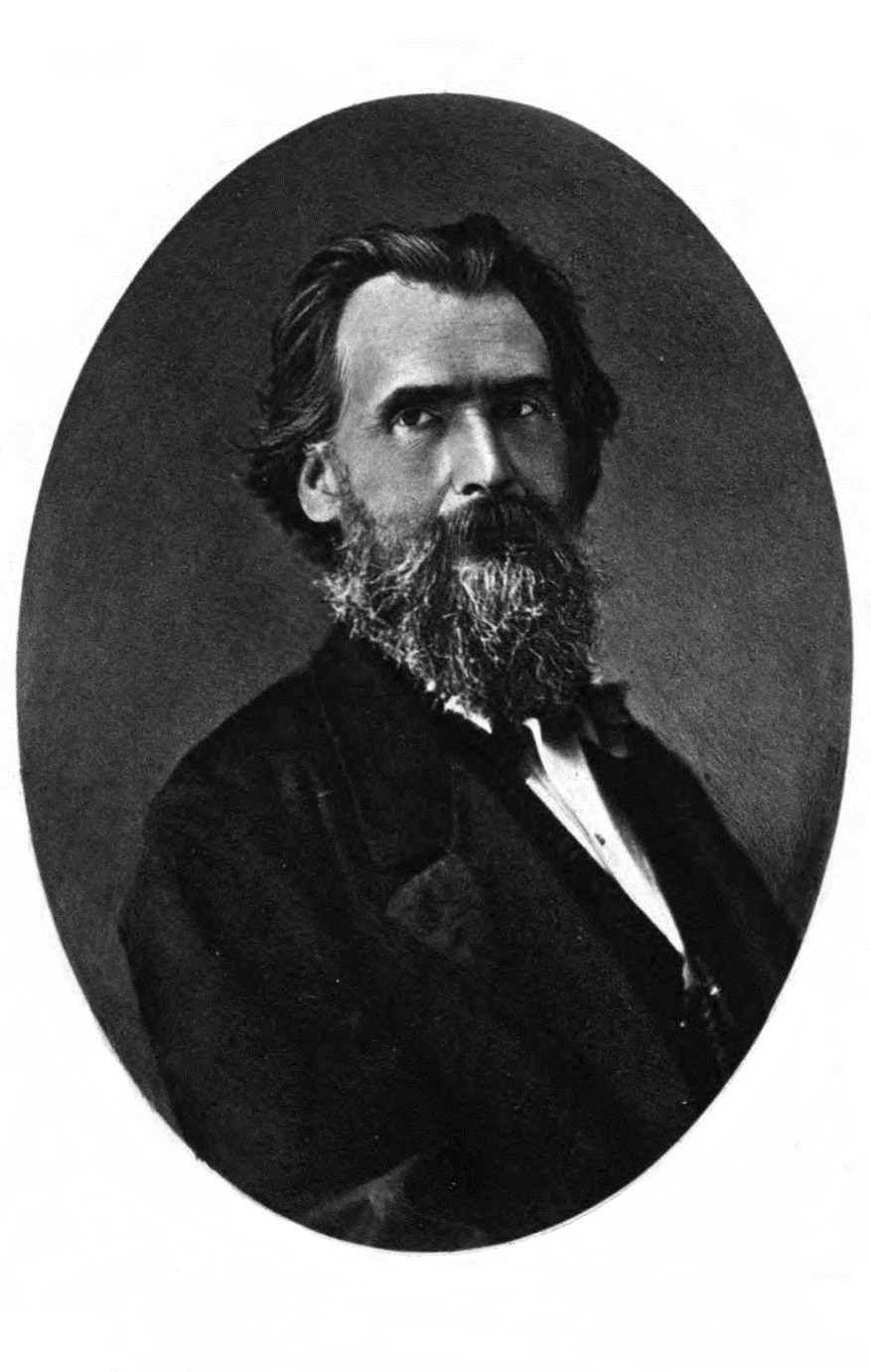
Retrato de Giovanni Dupré, publicado en Thoughts on Art and Autobiographical Memoirs of Giovanni Dupre. Epígrafe: Photo-aquatinte Goupil & C°.

Desde su niñez fue un autodidacta tallador de madera en su ciudad natal. Su padre, Francesco Dupré, comenzó a trabajar muy joven en el tallado en madera; se casó con una joven sienesa, Vittoria Lombardi, con quien tuvo cuatro hijos. En 1821 la familia se mudó a Florencia, ante el pedido a Francesco del tallador Paolo Sani, que necesitaba ayuda para finalizar prontamente sus obras en el Palacio Borghese. Poco tiempo después Francesco se fue a vivir a Pistoya y llevó a Giovanni con él; después fueron a vivir a Prato; todo este periodo fue ingrato para el pequeño Giovanni, que muchas veces debía quedarse solo en la casa y, por sobre todas las cosas, extrañaba mucho a su madre. Por otro lado, fue una época de aprendizaje en relación con los rudimentos del tallado, trabajando en el taller de su padre. Finalmente pudo regresar a Florencia a quedarse con su madre, donde ingresó al taller de tallado de Gaetano Ammannati y Luigi Pieraccini. El tallador Paolo Sani lo conoció allí y, apreciando su manera de trabajar, quiso llevárselo con él; se comunicó con Francesco y le ofreció pagarle a su hijo el doble del salario, previa estancia en la Academia de Siena durante unos meses.  De regreso en Siena, con su padre nuevamente viviendo allí, trabajó en los talleres de Angelo Barbetti y Antonio Manetti, ambos casos fueron malas experiencias debido al carácter irascible de los talladores. Cumplido el plazo acordado con Sani, regresó a Florencia para trabajar en su taller. En esta época recibió el consejo y la guía de maestros como Ulisse Cambi, Luigi Magi y Lorenzo Bartolini, este último con una fuerte inclinación hacia el naturalismo y quien más influencia tuvo sobre él. Obtuvo su primer premio en un concurso organizado por la academia, presentando su obra Giudizio di Parigi.
Contrajo matrimonio con María Mecocci en la iglesia de San Ambrosio el 7 de diciembre de 1836. Fueron sus hijas: Amalia (1842-1928); Giuseppina (Beppina) —casada con Antonio Ciardi— madre de la escultora Amalia Ciardi Dupré; Luisina (Gigina); y Emilia, fallecida cuando era pequeña.
Alrededor de 1860 fue nombrado profesor de perfeccionamiento en la academia, donde tuvo como alumnos a Enrico Pazzi, Riccardo Grifoni, Augusto Passaglia, Urbano Lucchesi, Tito Sarrocchi, Luigi Maioli, Césare Sighinolfi, Giovanni Battista Troiani y Augusto Rivalta, entre otros.
Dupré osciló entre el naturalismo y la cultura académica en una época de transición de la escultura entre el neoclasicismo de principios de 1800 y el realismo de finales de siglo; en su libro de memorias, Pensieri sull’arte e ricordi autobiografici (Pensamientos sobre el arte y memorias autobiográficas), publicado en 1879, afirma: «[...] no soy un fanático del Arte antiguo: por el contrario, detesto lo académico y convencional»; en otro pasaje, en el que habla de sus inicios como tallador, dice: «la verdad!... no sólo es una gran ayuda, sino que es el fundamento principal del arte». Su última obra, una escultura en mármol de San Francisco destinada a la Catedral de San Rufino en Asís, fue terminada por su hija Maria Luisa Amalia Dupré.

### Fallecimiento
Falleció el 10 de enero de 1882 en Florencia y fue sepultado en el cementerio  de Fiesole, en la capilla familiar en la que también fueron sepultadas su esposa María, fallecida en 1875, y su hija Luisina (Gigina), fallecida en 1872, a la edad de 22 años. En 1928 Amalia también fue sepultada allí. En el monumento funerario las hijas que le sobrevivieron, Amalia y Giuseppina, colocaron una copia de la Pietá; hay, además, una escultura en honor a Luisina, obra de su hermana Amalia, y en el centro, un retablo con la obra Cristo resucitado del pintor Antonio Ciseri.

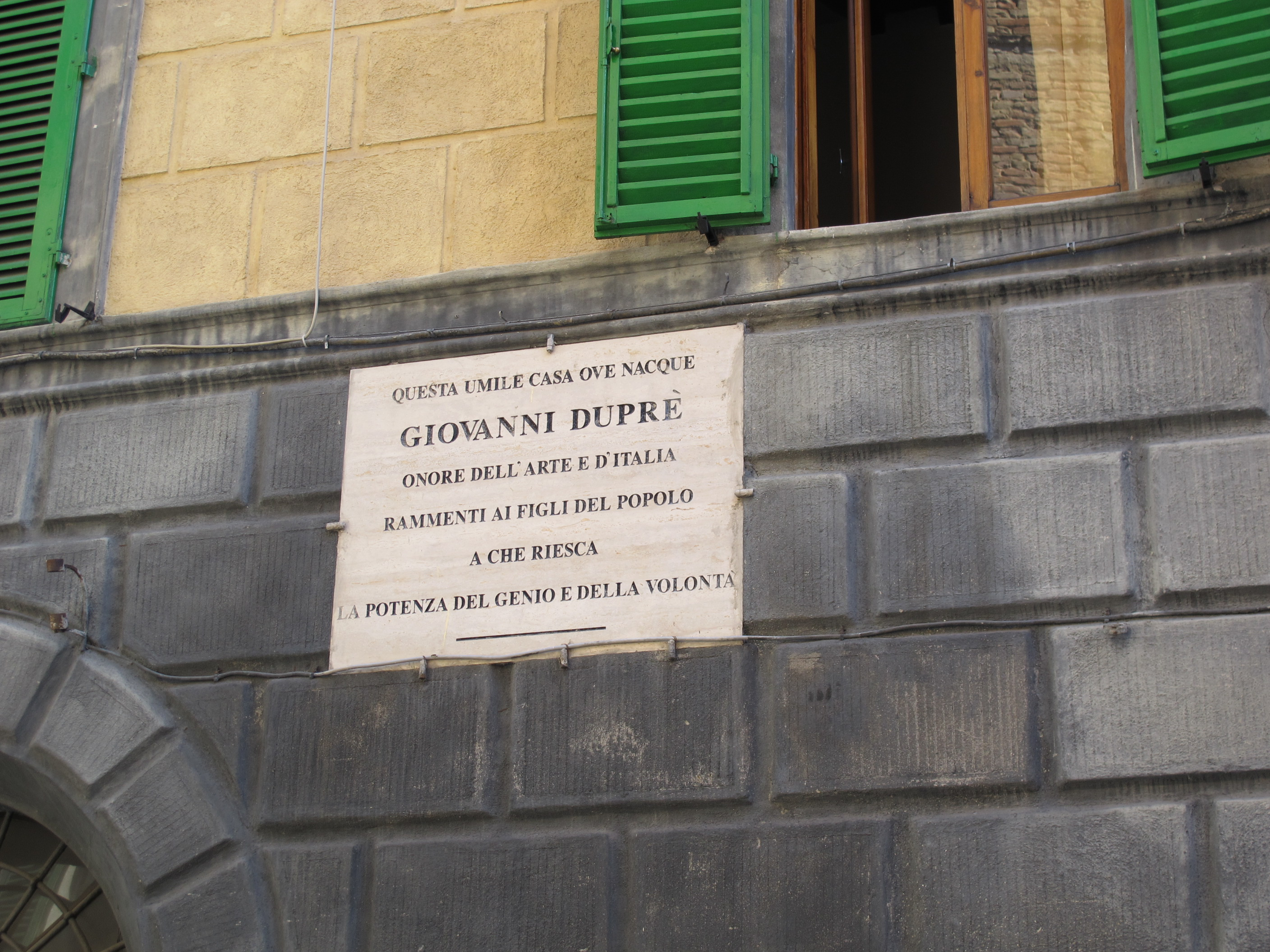
Placa conmemorativa en su casa natal, en Siena.

La casa donde nació, sita en la esquina de las calles Giovanni Dupré y Vicolo di S. Salvatore, en Siena, tiene en su fachada una placa con la inscripción: 

Questa úmile casa ove nacque
Giovanni Duprè
onore dell’arte e d’Italia
rammenti ai figli del popolo
a che riesca
la potenza del genio e della volontà.
Esta humilde casa
donde nació Giovanni Duprè
honor del arte y de Italia
recuerda a los hijos del pueblo
lo que logra
la potencia del genio y de la voluntad.

 El edificio se encuentra en la Contrada Capitana dell'Onda, una de las diecisiete subdivisiones históricas de la ciudad de Siena; el poeta sienés Ezio Felici escribió la letra del himno de este distrito, en la que menciona a Dupré y a su obra Pietá.

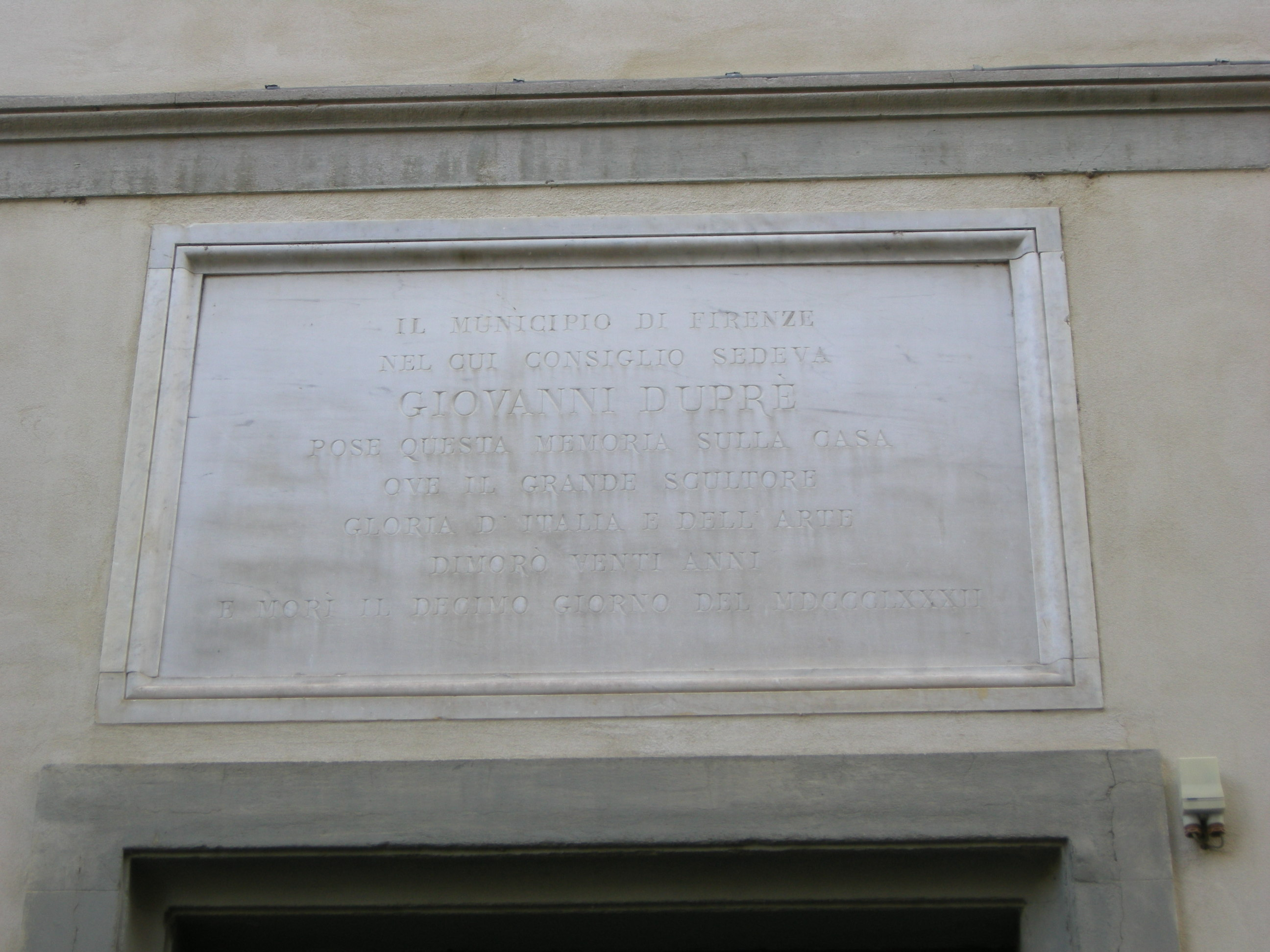
Placa conmemorativa en su última casa, en Florencia.

En su casa de Florencia la municipalidad colocó una placa conmemorativa : 

El municipio de Florencia
en cuyo consejo se sentó
Giovanni Dupré
puso este memorial en la casa
donde el gran escultor
gloria de Italia y del arte
vivió veinte años
y murió el décimo día de MDCCCLXXXII

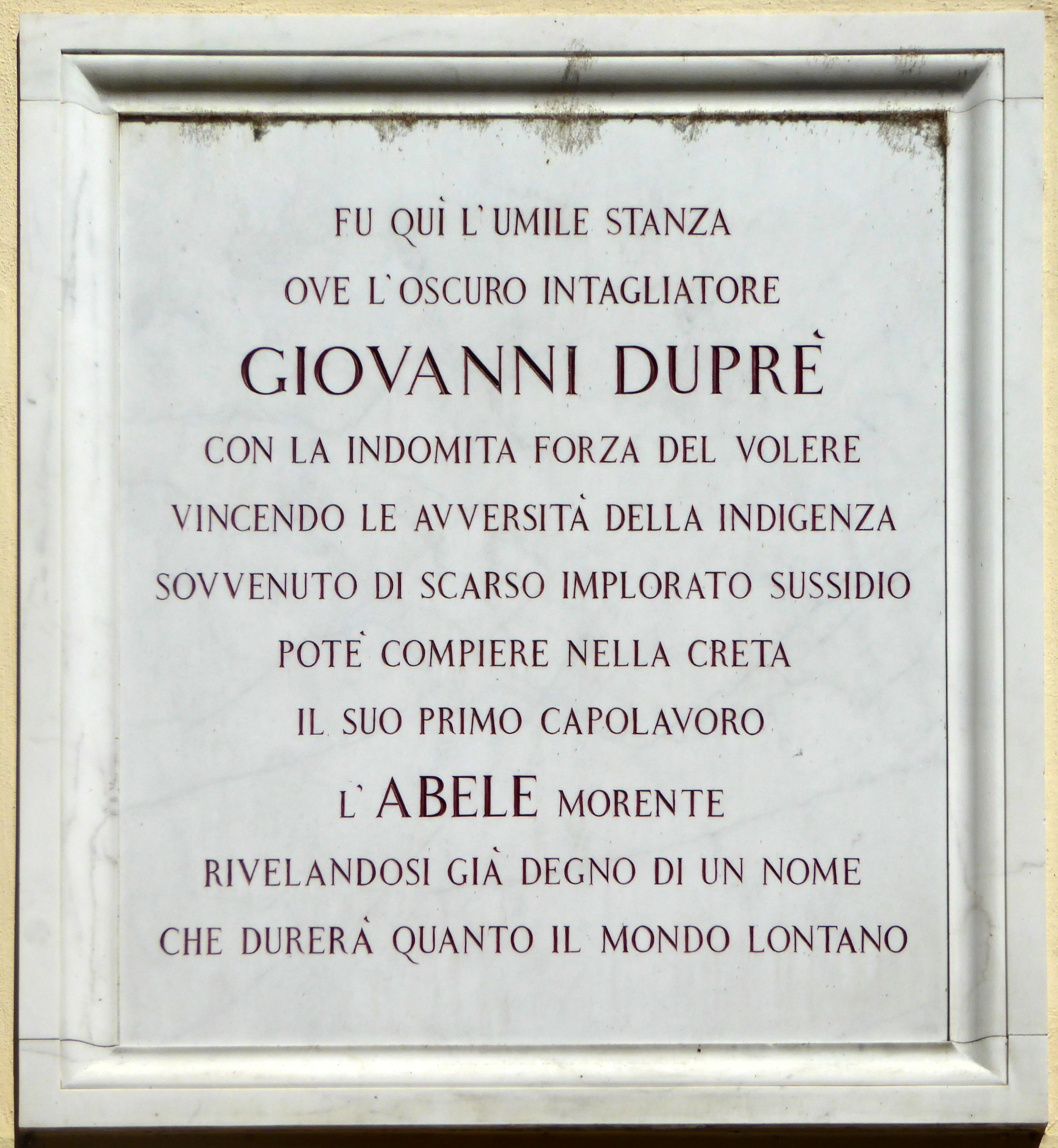
Placa conmemorativa en el palacio Lottini, Florencia.

En la parte superior de la entrada al edificio conocido como palacio Lottini, también mencionado como Casa Barbetti, en Florencia, hay una placa conmemorativa en la que se lee:

Aquí estaba la humilde habitación
donde el oscuro tallador
Giovanni Dupré
con la indómita fuerza de voluntad
venciendo las adversidades de la indigencia
ayudado escasamente por implorados subsidios
pudo completar en arcilla
su primera obra maestra
el Abele morente
revelándose ya digno de un nombre
que durará tanto como el mundo.

En 1962 se inauguró la gipsoteca de Giovanni Dupré en el mOND (Museo Ondaiolo - Contrada Capitana dell'Onda), una colección de maquetas en yeso de sus obras.

## Obras

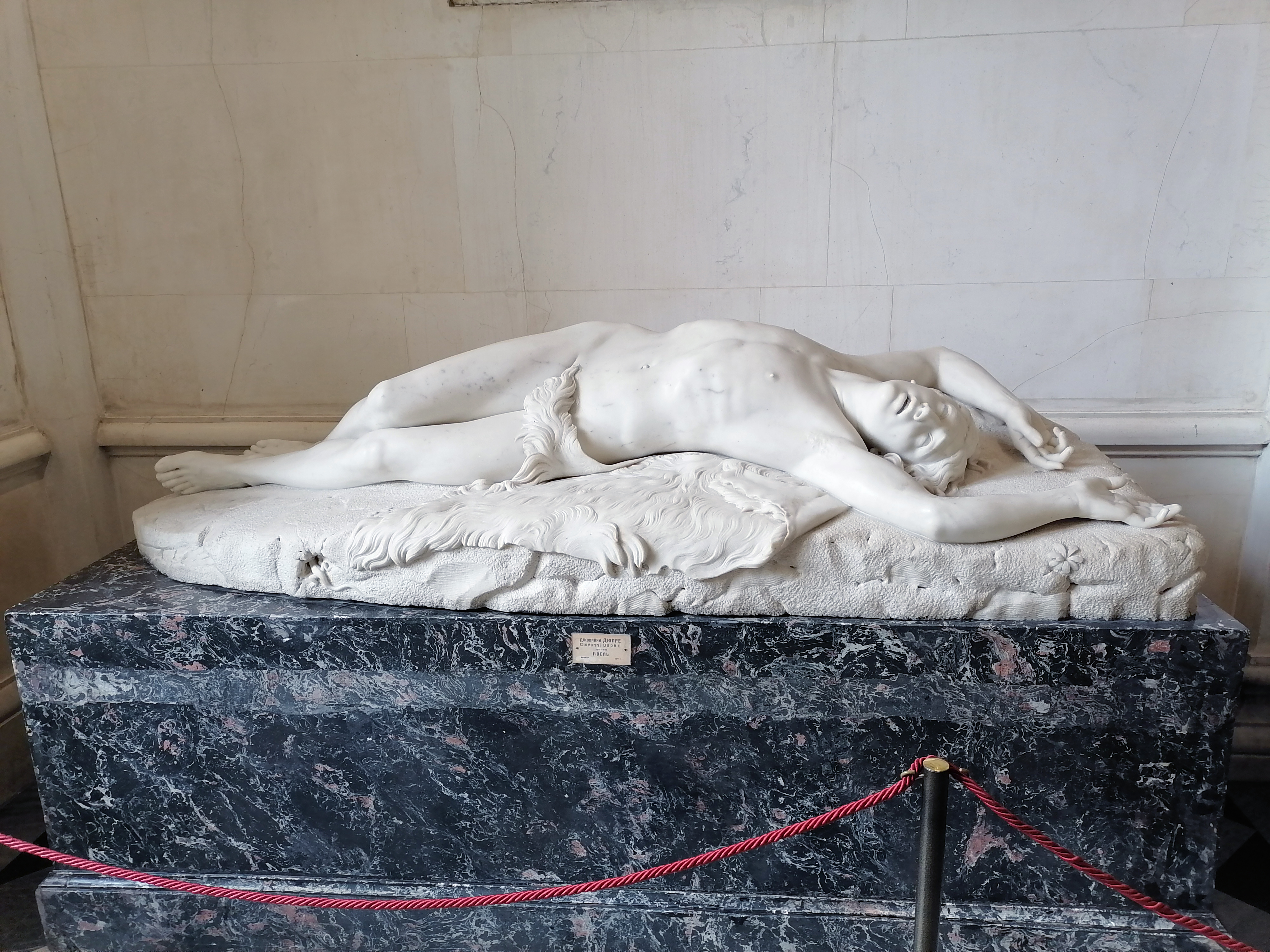
Abel, en el Museo del Hermitage, en San Petersburgo.

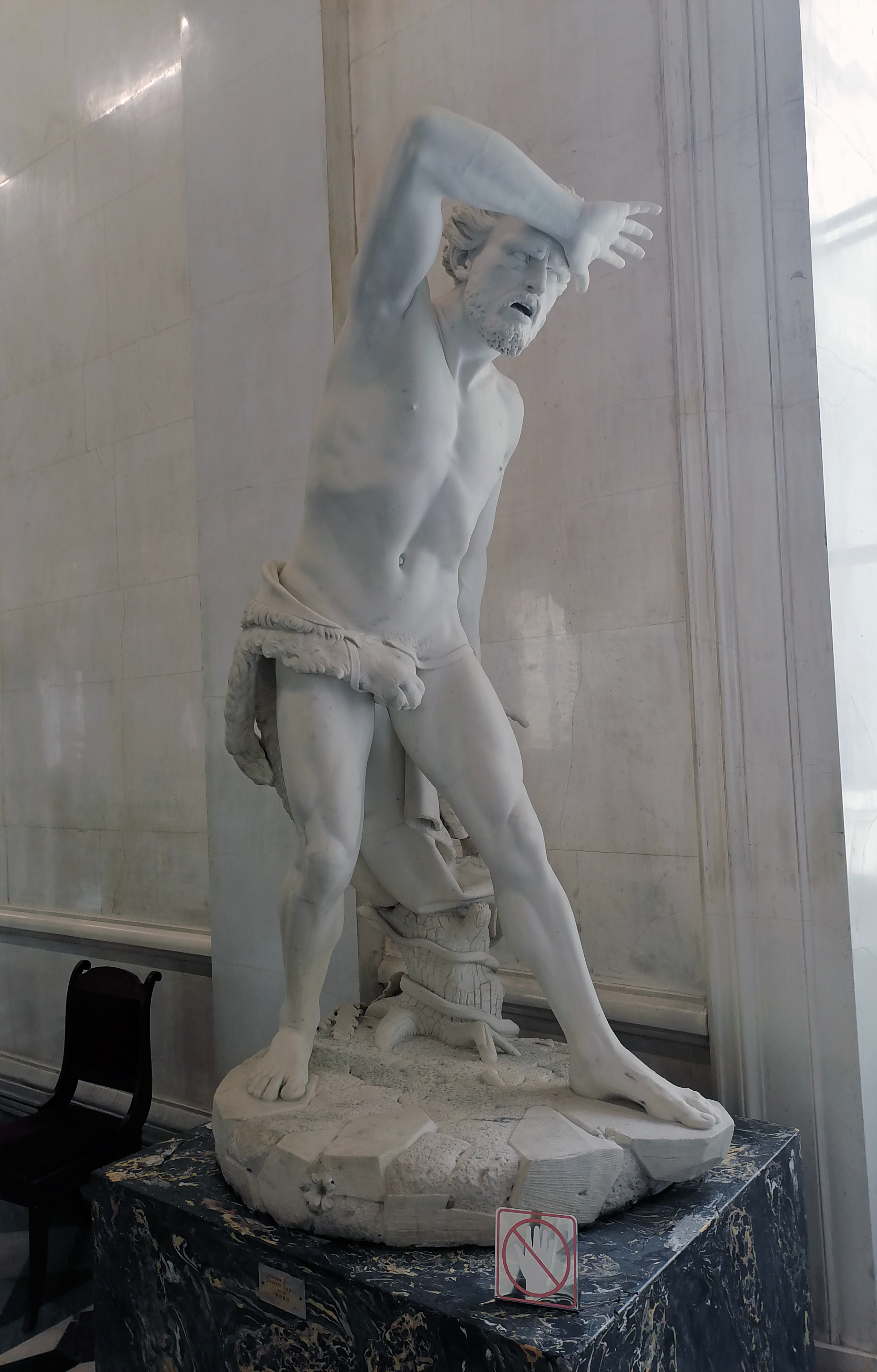
Caino, en el Museo del Hermitage en San Petersburgo.

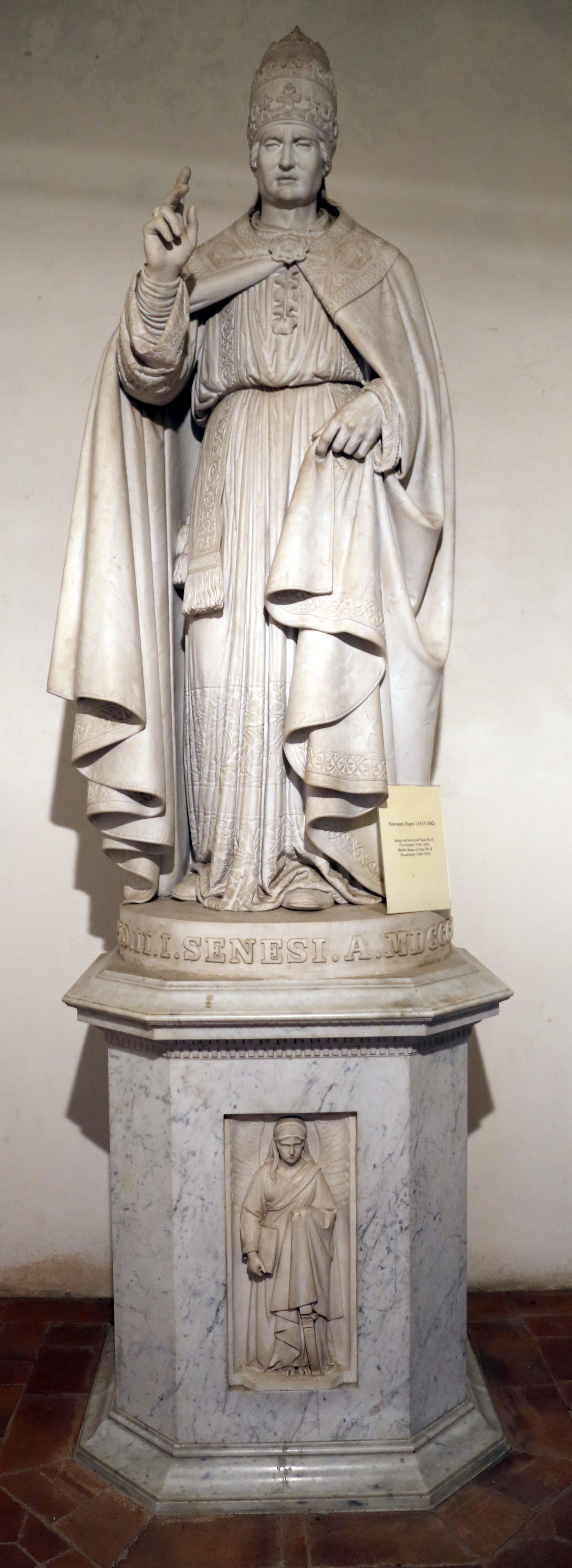
Pío II, en la iglesia de San Agustín, en Siena.

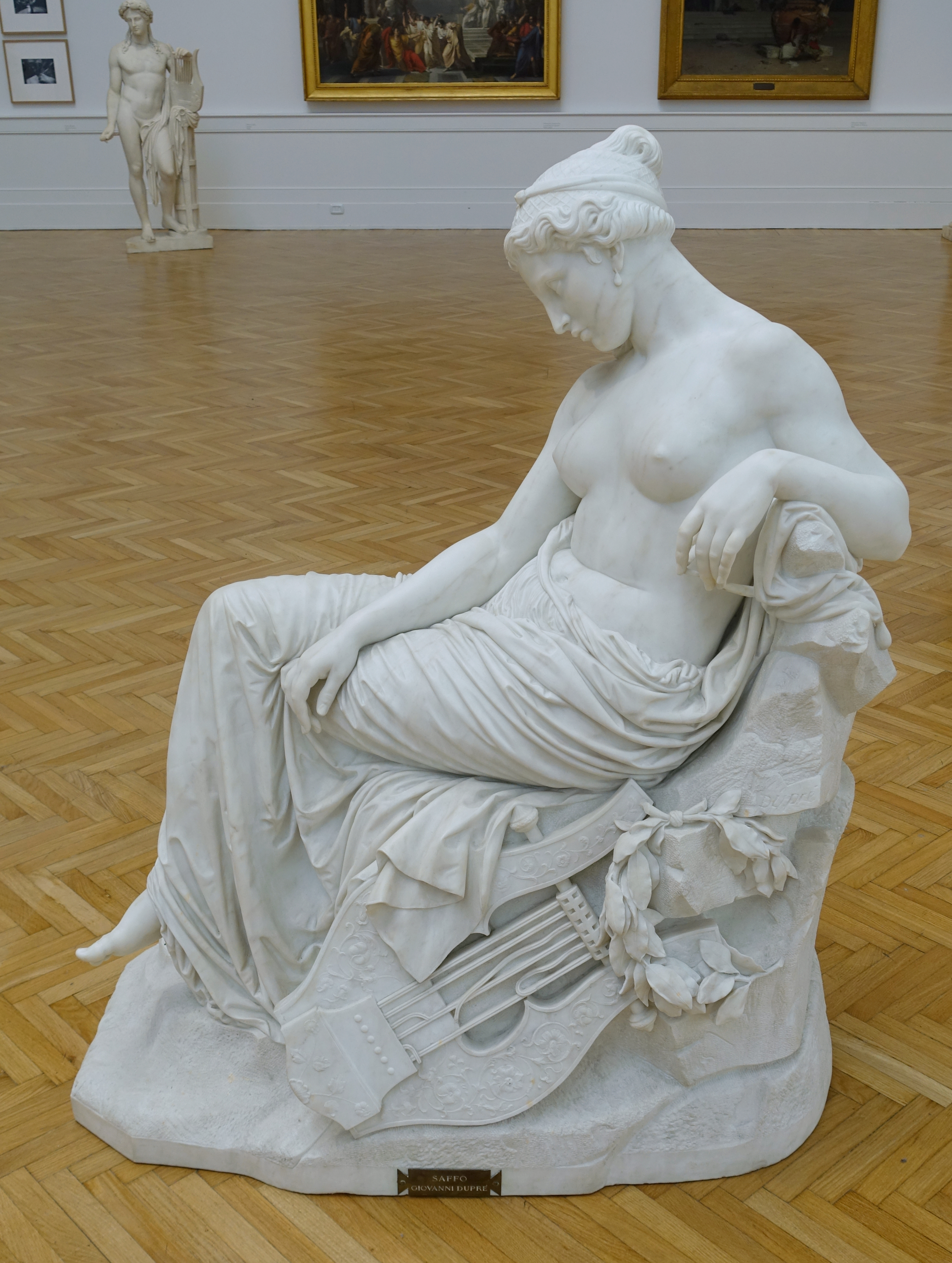
Saffo abbandonata, Galería Nacional de Arte Moderno, Roma.

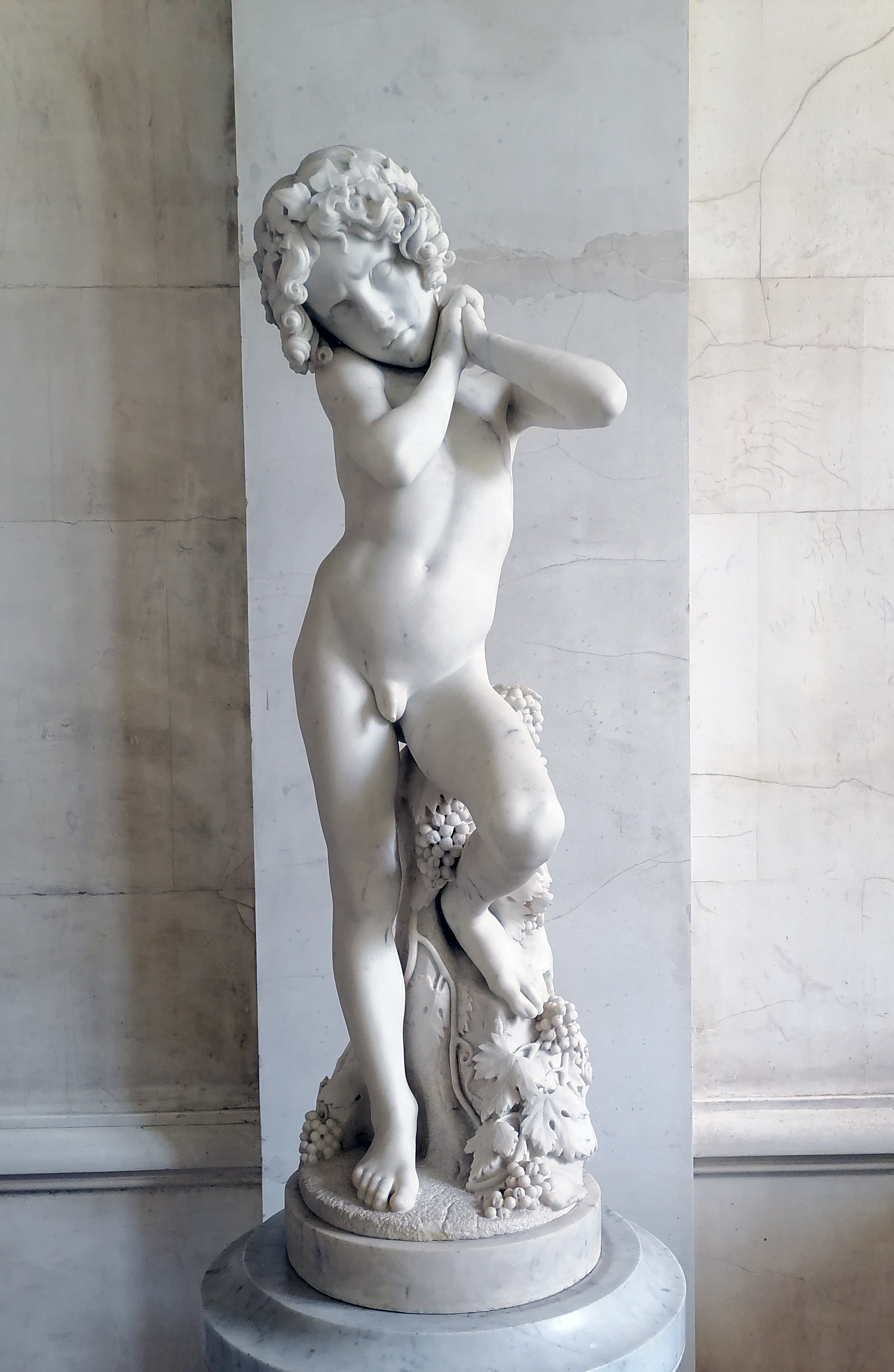
Bacchino, en el Museo del Hermitage, San Petersburgo, Rusia.

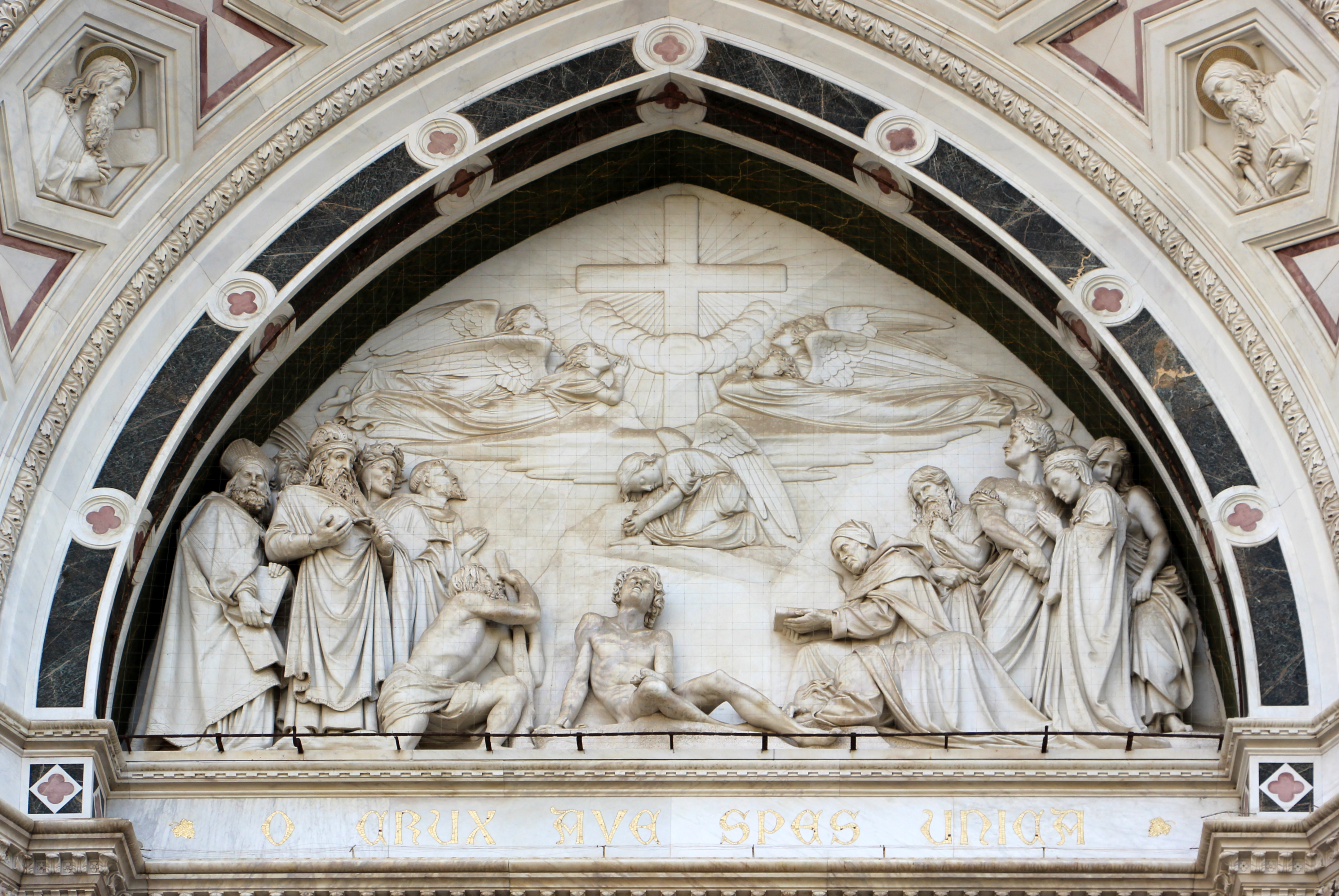
Il trionfo della Croce, en la basílica de la Santa Cruz en Florencia.

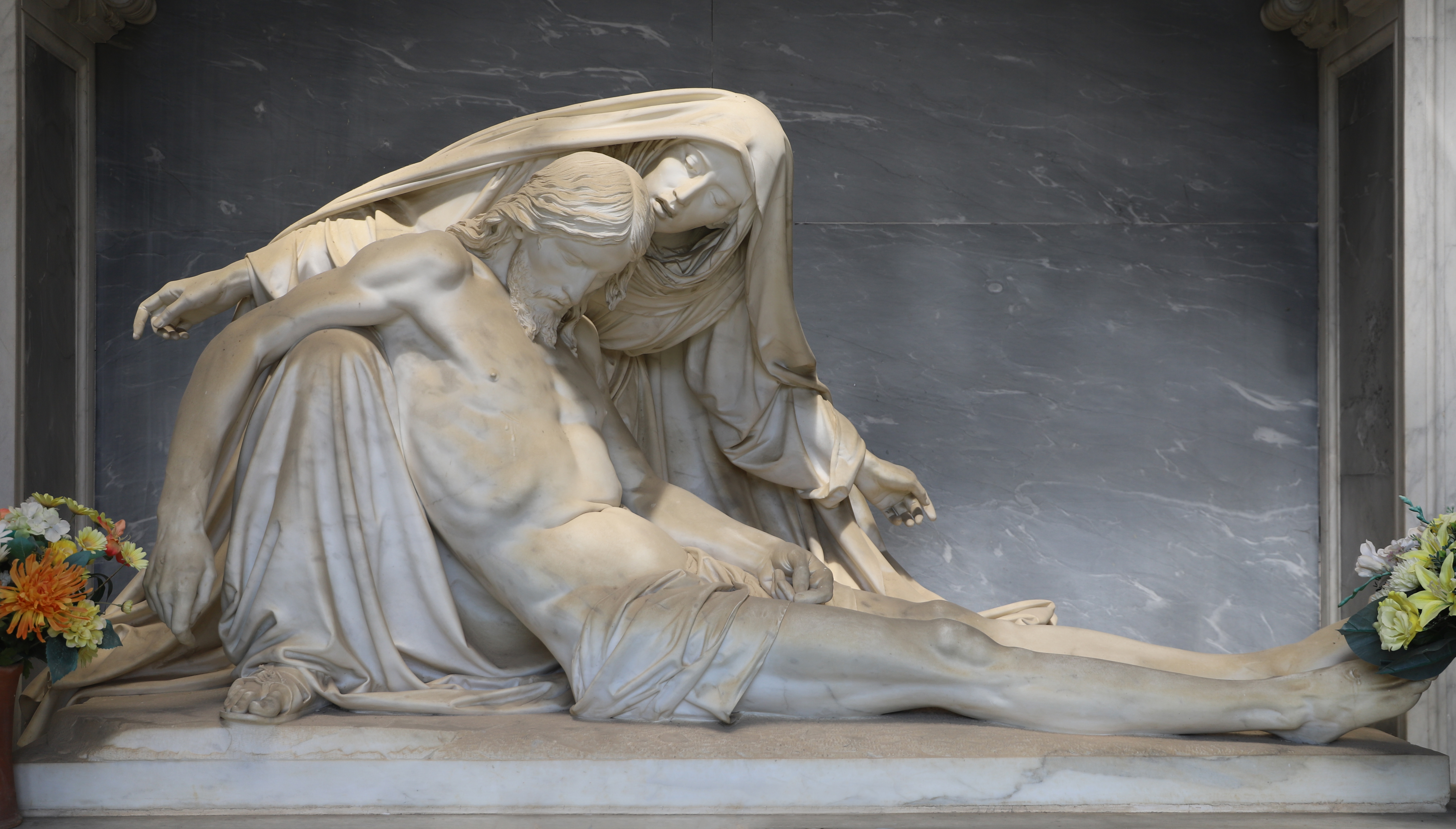
Pietà. Camposanto de la Misericordia, Siena.

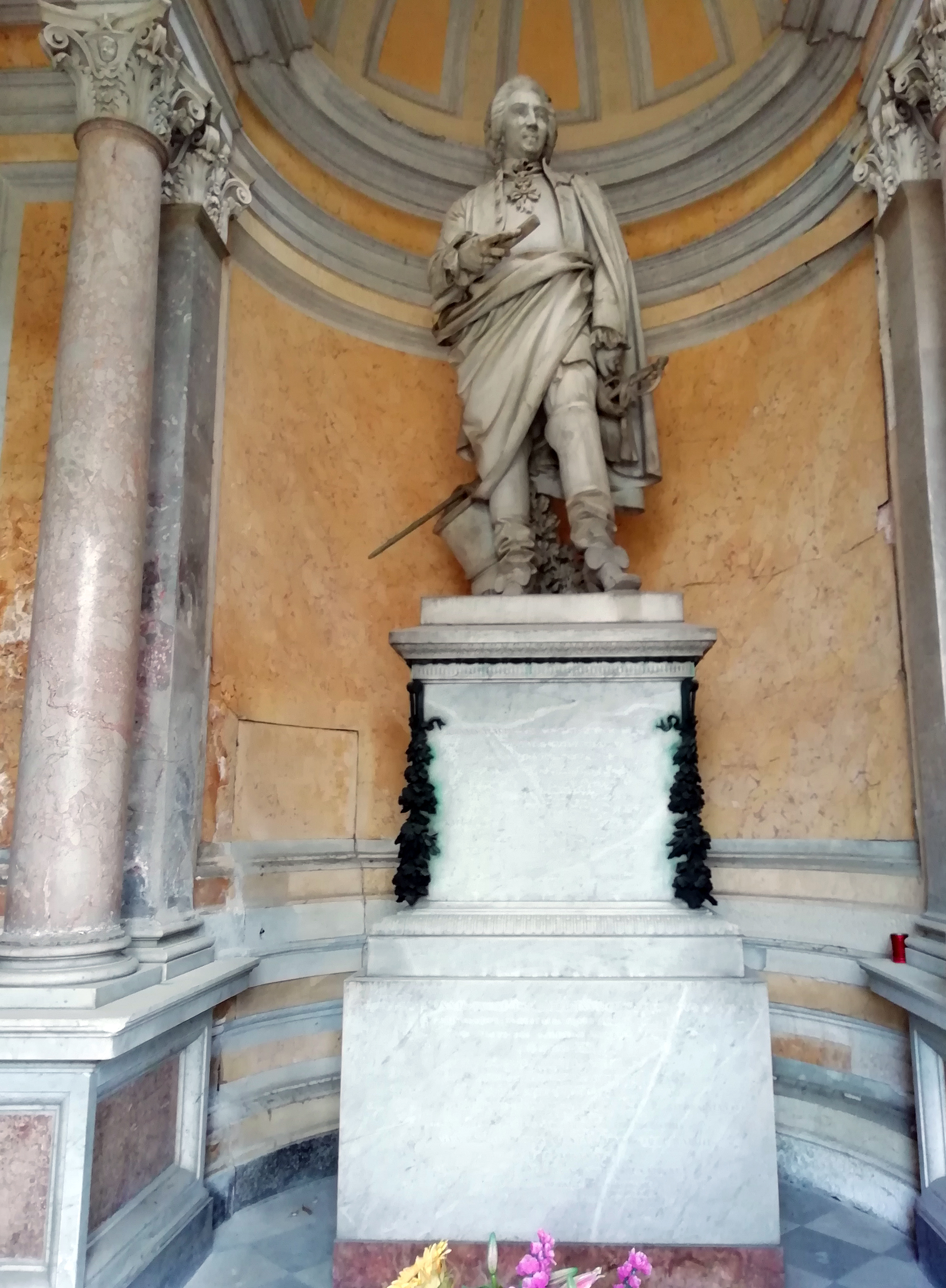
Escultura de Giovanni Luca Pallavicini, en el Cementerio Monumental de la Cartuja, Bolonia

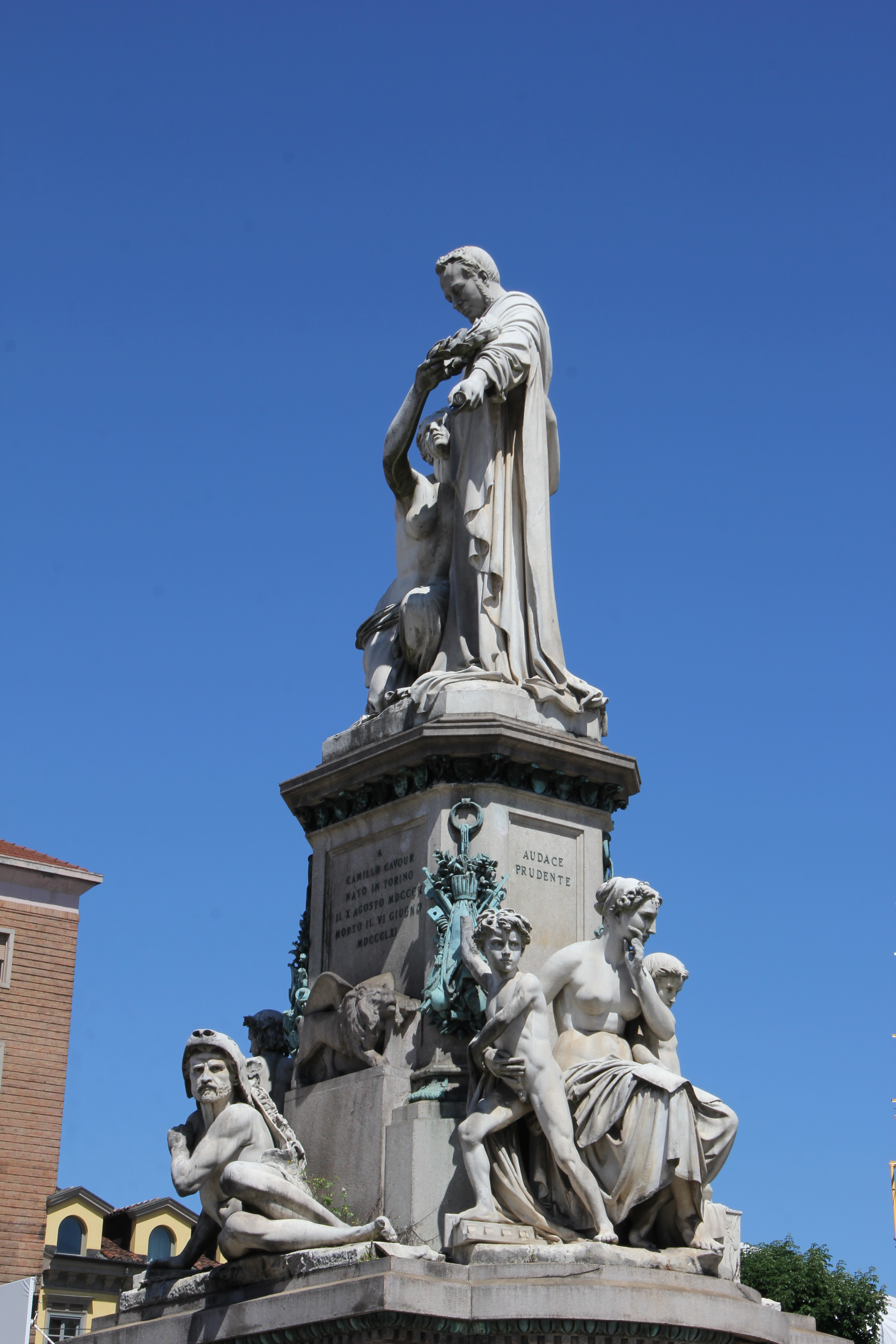
Monumento al conde de Cavour, en la plaza Carlo Emanuele II, Turín.

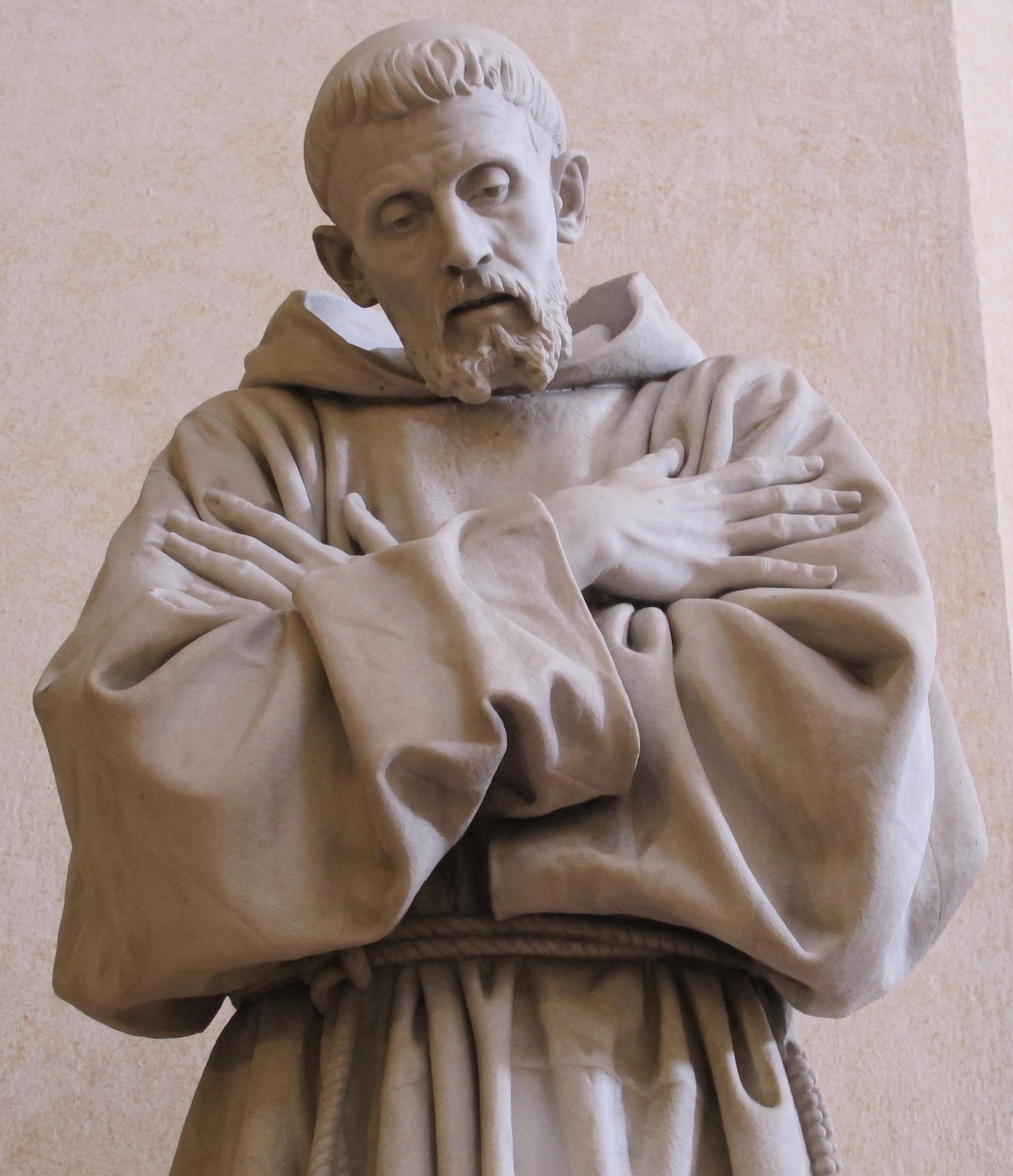
San Francisco, en la Catedral de San Rufino, Asís.

Se citan algunas de sus obras y su ubicación:
- 1840 - Giudizio di Parigi, bajorrelieve.
- 1842 - Abel, La morte di Abele o Abele morente.[a] Escultura en mármol, realizada para el emperador Nicolás I de Rusia, se encuentra en el Museo del Hermitage, en San Petersburgo; una copia en bronce se encuentra en la galería de arte moderno, en el Palacio Pitti, Florencia.[15][16]
- 1842 - Caino, en el Museo del Hermitage en San Petersburgo.[17]
- 1844 - Giotto, en la Galería Uffizi, Florencia. La estatua del artista florentino Giotto di Bondone, fue encargada por María Antonieta de Borbón-Dos Sicilias, gran duquesa de Toscana y mecenas de Dupré; posteriormente la donó a la Galería Uffici.[18][19]
- 1845 - Sonno dell’innocenza, escultura en mármol de 60 x 110 cm, presentada en la primera exposición organizada por la Sociedad Promotora Florentina. Fue encargada por el marqués Alessandro Bichi Ruspoli y donada en 1953 al Museo dell'Opera Metropolitana del Duomo en Siena.[20]
- Dante, busto en mármol de 70 x 51 x 40 cm.[21]
- Beatrice, busto en mármol de 70 x 50 x 29 cm.[21]
- De Dante y Beatrice, esculturas que representan a Dante Alighieri y Beatriz Portinari, realizó muchas estatuillas —según sus memorias, alrededor de cuarenta—, cuya venta representaba un alivio económico en esa época.[21]

Las estatuillas de Beatrice y Dante por sí solas casi bastaban para las necesidades diarias de la familia, ya que siempre tenía que hacer una o dos a la vez.
Pensieri sull’arte e ricordi autobiografici. G. Dupré

- 1850 - Pío II, escultura en mármol de Eneas Silvio Piccolomini, papa Pío II. Situada en la iglesia de San Agustín, en Siena.[23] Dupré no quedó satisfecho con esta obra; en sus memorias escribió:

[…] con la cabeza invadida por las críticas de los académicos, por las alabanzas de los naturalistas […] traté (cosa rara) de obtener la aprobación de los académicos […] Entonces hice algo deslucido y no contenté ni a uno ni a otro, y mucho menos a mí mismo”.

- 1851 - Petrarca e Laura, encargada por el príncipe de San Donato Anatoly Demidov.[25]
- 1854 - San Antonino, en la Galería Uffizi, Florencia.[25]
- 1855 - Base para Il tavolo delle muse. La parte superior es una obra en conjunto de los escultores Giovan Battista Giorgi y Aristodemo Costoli, realizada con la técnica pietra dura, en la que utilizaron principalmente lapislázuli. La base fue diseñada y esculpida en yeso por Dupré y el trabajo en bronce lo realizó el fundidor Clemente Papi; se trata de un cilindro con altorrelieves que representan labores agrícolas, rodeados por cuatro figuras que personifican a las cuatro estaciones del año. La obra está expuesta en la sala Castagnoli de la galería Palatina en el Palacio Pitti.[26][27]
- 1857 - Saffo abbandonata, Galería Nacional de Arte Moderno, Roma.[25]
- c. 1857 - Bacchino (pequeño Baco). Escultura en mármol, en el Museo del Hermitage, San Petersburgo, Rusia. Otras versiones del Bacchino se encuentran en el Palacio Pitti de Florencia y otras colecciones: Bacchino della Crittogama (1859),[28] Bacchino festante (1861) [29] y Bacchino dell'uva malata entre otros.
- 1861 - Il trionfo della Croce, relieve en el tímpano del portal central de la basílica de la Santa Cruz en Florencia.[10] El bajorrelieve del portal izquierdo (Ritrovamento della Croce) fue realizado por Tito Sarrocchi y el del derecho (Visione di Costantino) por Emilio Zocchi.
- c. 1861 - Pedestal de la Tazza (Tazza di porfido, Tazza egiziana). De origen egipcio, la antigua Tazza es una fuente de agua que quedó en poder del Imperio Romano; fue llevada a Roma, la recibió en Florencia Cosme I como obsequio y  hasta los primeros años del siglo XVIII fue posesión de los Médici. Luego permaneció abandonada en el Jardín de Bóboli, hasta que el gran duque Leopoldo II la recuperó del olvido, la envió a reparar en el Real Laboratorio de Piedras Duras de Nápoles y, viendo el resultado de la restauración, consideró que debía ser sostenida por una base digna de la calidad y belleza de la Tazza. Dupré  diseñó un pedestal rodeado de cuatro grupos de esculturas de mármol: Tebas con el Genio de la Mecánica, Roma Imperial con el Genio de la Conquista, Roma Papal con el Genio de la Religión y Toscana con el Genio de las Artes.[b][30]
- c. 1862 - Cristo morto, escultura en yeso, en la iglesia de Sant'Emidio en Agnone, situado junto a una escultura de L'Adoloratta, obra de su hija Amalia.
- 1862 - Pietà, grupo escultórico en mármol, en el panteón de los marqueses Bichi Ruspoli Forteguerri en el camposanto de la Misericordia en Siena. Esta obra obtuvo un premio en la Exposición Internacional de París en 1867.[31]
- 1867 - Urania. Monumento funerario del astrónomo Octavio Fabricio Mossotti, compuesto por una escultura en mármol de la musa de la astronomía sobre una base ornamentada, ubicado en la galería oeste del Camposanto monumental en Pisa.[32]
- 1870 - Estatua de Pallavicini. Escultura en mármol de Giovanni Luca Pallavicini, gobernador del Milanesado, ubicada en la capilla diseñada por el arquitecto Antonio Zannoni, en el Cementerio Monumental de la Cartuja, en Bolonia. Esta es una de las obras de Dupré en las que se revela la combinación de la técnica academicista y el estilo realista.[33]
- 1871 - Letizia Cristina Bonaparte, busto en mármol de Carrara de 52 x 60 cm, expuesto en el Museo del Colle del Duomo, en honor a la princesa de Canino, hija de Luciano Bonaparte. La escultura estaba originalmente donde había sido sepultada, en la capilla San Francesco Saverio de la catedral de San Lorenzo, en Viterbo.[34]
- 1873 - Monumento al conde de Cavour. En 1965 el consejo municipal de Turín aprobó el boceto de esta obra que se inauguró en 1873 con la presencia del rey Víctor Manuel II. La escultura representa al conde Camillo Benso con un papel en la mano donde está escrito: Libera chiesa in libero Stato (iglesia libre en un estado libre) y, a sus pies, una figura femenina que representa a Italia entregándole la corona cívica. Alrededor del pedestal,  dos figuras masculinas alegóricas: el Derecho y el Deber; la Independencia; y la Política entre dos partidos, los subversivos y los reaccionarios, representados por dos niños. Los laterales de la parte inferior del monumento están decorados con bajorrelieves: Regreso de las tropas italianas de Crimea y Congreso de París.[35] Está situada en la plaza Carlo Emanuele II (o plaza Carlina) en Turín.[36][37]
- 1873 - Monumento a  Savonarola. Busto en bronce del  fraile dominico Girolamo Savonarola, sobre una base de mármol en cuyos ladoss hay tres bajorrelieves relativos a la vida del religioso: en uno de ellos se ve el momento de la Vocación, cuando pensaba ingresar a la vida monacal; en el del frente, aparece leyendo a los confalonieros de justicia y priores de la comuna florentina los estatutos que propuso para la República; y en el tercero la escena del Sacrificio, encadenado y resignado antes de su ejecución. El monumento está situado en el corredor sur del Museo Nacional de San Marcos, Florencia.[38]
- 1880 - Monumento a Pio IX. Inaugurado el 29 de mayo de 1880 en la catedral de Piacenza, se ubicó en la nave izquierda y luego se trasladó al exterior.[39][40] Un modelo de yeso se encuentra en una galería del Palacio Pitti, en Florencia.[41]
- Busto de Giovanni Pacini, músico y compositor catanés. Escultura en mármol blanco, ubicado en el Jardín Pacini (o Villa Pacini), en Catania.[42]
- 1882 - San Francisco, en la Catedral de San Rufino en Asís. Dupré realizó el modelo en arcilla, el vaciado en yeso y estaba comenzando el trabajo en mármol unos días antes de su muerte; la obra fue terminada por su hija, Amalia Dupré.

## Honores y membresías
- Caballero de la Orden Civil de Saboya.[43]
- Caballero de la Orden del Mérito de Toscana.[44]
- Oficial de la Orden de la Rosa, condecoración instituida por el emperador Pedro durante el Imperio del Brasil.[44]
- Comendador de la Orden de la Corona de Italia, creada por el rey Víctor Manuel II durante el Reino de Italia.
- Miembro de la Academia de San Lucas.[45]
- Miembro de la Academia de Bellas Artes de Francia desde 1869.[46]
- Condecoración de la Orden de Guadalupe de México.[44]